# Tyler Hochwalt
Tyler Hochwalt (nacido el 5 de febrero de 1989) es un tenista profesional de Estados Unidos, nacido en la ciudad de Scottsdale.

## Carrera
Su mejor ranking individual es el N.º 532 alcanzado el 4 de noviembre de 2013, mientras que en dobles logró la posición 696 el 29 de julio de 2013.
No ha logrado hasta el momento títulos de la categoría ATP ni de la ATP Challenger Tour.